# Caamembeca ulei
Caamembeca ulei är en jungfrulinsväxtart som först beskrevs av Paul Hermann Wilhelm Taubert, och fick sitt nu gällande namn av J.F.B.Pastore. Caamembeca ulei ingår i släktet Caamembeca och familjen jungfrulinsväxter. Inga underarter finns listade i Catalogue of Life.